# Klauni
Klauni je film režiséra Viktora Tauše z roku 2013. Měl by pojednávat o tříčlenné skupině klaunů Busters (Oskar, Max a Viktor) známých z éry normalizace, kteří se po návratu jednoho z nich z emigrace znovu setkávají. Klaunské duo Oldřich Kaiser – Jiří Lábus doplňuje francouzský herec Didier Flamand. Partnerku Jiřího Lábuse hraje Kati Outinen známá z filmů Akiho Kaurismäkiho.
Vznik filmu podpořila Česká televize a společnost RWE.
Pro autora námětu, Borise Hybnera, je film osobním rozloučením s kariérou. Podle jeho slov není film autobiografický, i když podobnou klaunskou trojici tvořil s Ctiborem Turbou a Bolkem Polívkou, jednotlivé postavy vymyslel spojením charakterů odpozorovaných od mnohých svých kolegů. Pouze Max v podání Oldřicha Kaisera trpí stomií, tedy stejnou nemocí, jakou má Hybner.
Film v roce 2013 v českých kinech vidělo 8 978 diváků.

## Výroba
Film se natáčel ve Finsku, Lucembursku a v Česku. Výroba filmu byla náročná kvůli práci s maskami Kaisera a Lábuse. Kati Outinen se svoji roli naučila v češtině. Klauni byli natočeni na 35mm film, na materiál Fuji, který se během natáčení přestal vyrábět.

## Obsazení
| Didier Flamand     | Oskar (mluví Zdeněk Maryška) |
| Oldřich Kaiser     | Max                          |
| Jiří Lábus         | Viktor                       |
| Julie Ferrier      | Fabienne                     |
| Kati Outinen       | Sylvie                       |
| Eva Jeníčková      | Markéta                      |
| Juraj Nvota        | Karel                        |
| Zuzana Kronerová   | Soňa                         |
| Johanna Kokko      | zdravotní sestra             |
| Kaisa Elramly      | zdravotní sestra             |
| Juha-Pekka Mikkola | doktor                       |
| Taťjana Medvecká   | Anna                         |
| Jan Slovák         | Radek Toman                  |
| Robert Nebřenský   | Kolsovsky                    |
| Gabriel Boisante   | Doctor Jílek                 |
| Lubor Splichal     |                              |

## Kritika
Podle médií se o filmu pochvalně vyjádřili mj. Miloš Forman, Jan Hřebejk, Jan Malíř či Jerry Schatzberg.

### Recenze
- František Fuka, FFFilm 27. listopadu 2013
- Mirka Spáčilová, iDNES.cz 27. listopadu 2013